# Nannobisium
Nannobisium es un género de pseudoscorpiones de la familia Syarinidae. Se distribuyen por  Asia y América.

## Especies
Según Pseudoscorpions of the World 1.2:
- Nannobisium beieri Mahnert, 1979
- Nannobisium liberiense Beier, 1931
- Nannobisium mollis (Hoff, 1964)

## Publicación original
- Beier, 1931: Neue Pseudoscorpione der U. O. Neobisiinea. Mitteilung aus dem Zoologischen Museum in Berlin, vol.17, p.299-318.